# McLaren MP4-28
McLaren MP4-28 — гоночний автомобіль команди Vodafone McLaren Mercedes, розроблений і побудований McLaren Racing під керівництвом технічного директора Педді Лоу для участі в Чемпіонаті світу з автоперегонів у класі Формула-1 сезону 2013 року.

## Презентація

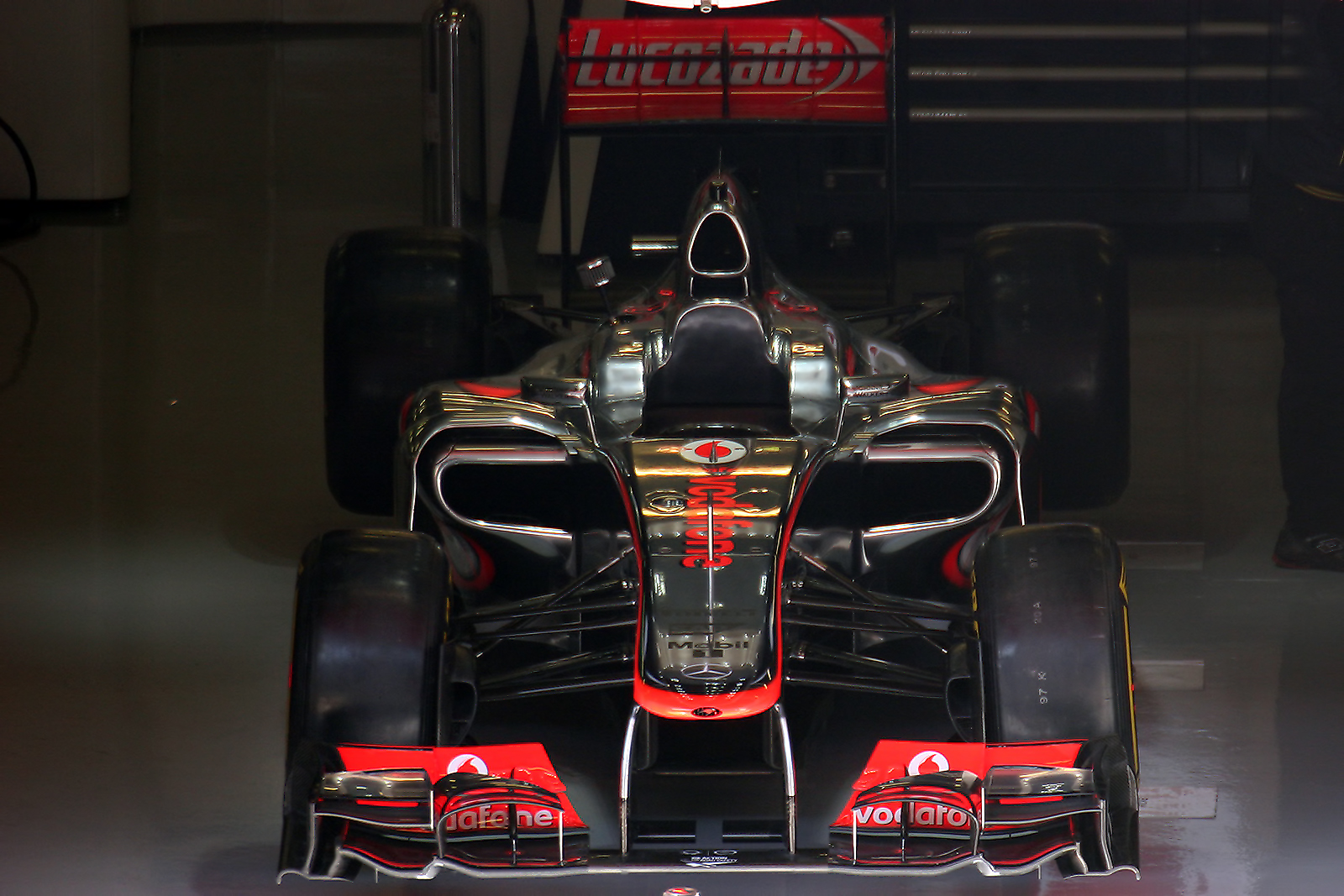
McLaren Mercedes MP4-28

Презентація боліда відбулася 31 січня 2013 року в містечку Уокінгу, де розташовується Технологічний центр McLaren. Безпосередньо представляли гоночну машину керівник стайні Мартін Уітмарш та технічний директор Педді Лоу.
Якщо MP4-28 з попередньою моделлю то насамперед були внесені зміни в конструкцію передньої підвіски — встановлено тяги замість штовхачів, що були минулого року. Така зміна дозволила знизити центр ваги в передній частині автомобіля та дещо збільшити висоту передньої частини шасі, що оптимізує потоки повітря під машиною, між шасі і колесами. Крім того змінилася форма бічних понтонів і аеродинамічних площин перед ними.

## Результати виступів
| 2013 | McLaren | Mercedes FO 108Z | P |                |   |    |     |    |    |   |     |    |     |   |   |    |    |   |    |    |    |    |    |   |     |   |
| 2013 | McLaren | Mercedes FO 108Z | P | Дженсон Баттон | 1 | 9  | 17† | 5  | 10 | 8 | 6   | 12 | 13  | 6 | 7 | 6  | 10 | 7 | 8  | 9  | 14 | 12 | 10 | 4 | 124 | 5 |
| 2013 | McLaren | Mercedes FO 108Z | P | Серхіо Перес   | 2 | 11 | 9   | 12 | 6  | 9 | 16† | 11 | 20† | 8 | 9 | 11 | 12 | 8 | 10 | 15 | 5  | 9  | 7  | 6 | 124 | 5 |

† Пілот не зміг завершити перегони але був класифікований подолавши понад 90% дистанції.

Жирний шрифт — поул

Курсив — найшвидше коло